# Nachan Can
Nachan Can (fl. XV-XVI secolo) è stato un politico e militare messicano.
Vissuto tra il XV e il XVI secolo, fu sovrano di Chactemal, e padre di Zazil Há, che consegnò in matrimonio a Gonzalo Guerrero, dopo che si era guadagnato la sua fiducia come stratega militare.
Grande adoratore della mitologia dei suoi padri fu un grande comandante militare, e fu molto temuto dai primi spagnoli arrivati nel continente.